# L'Audace et l'Habit
Pour plus de détails, voir Fiche technique et Distribution.
L'Audace et l'Habit (titre original : A Tailor-Made Man) est un film muet américain réalisé par Joseph De Grasse, sorti en 1922 chez United Artists On ignore si le film doit être considéré comme perdu.

## Fiche technique
- Titre original : A Tailor Made Man
- Titre français : L'Audace et l'Habit
- Réalisation : Joseph De Grasse
- Scénario : Albert Ray , d'après la pièce de Harry James Smith
- Photographie : George Meehan et George Rizard
- Montage : Harry L. Decker
- Production : Charles Ray
- Société de production : Charles Ray Productions
- Société de distribution : United Artists
- Pays d’origine :  États-Unis
- Langue originale : anglais
- Format : noir et blanc — 35 mm — 1,33:1 — Muet
- Durée : 90 minutes
- Date de sortie :  5 août 1922

## Distribution
- Charles Ray : John Paul Bart
- Thomas Ricketts : Anton Huber
- Ethel Grandin : Tanya Huber
- Victor Potel : Peter
- Stanton Heck : Abraham Nathan
- Edythe Chapman : Mrs. Nathan
- Irene Lentz : Miss Nathan
- Frederick Thompson : Mr. Stanlaw
- Kate Lester : Mrs. Stanlaw

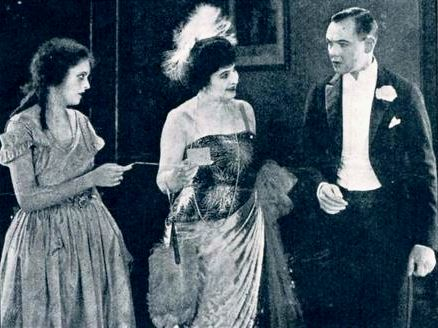
Irene Lentz, Edythe Chapman et Charles Ray.

- Jacqueline Logan : Corinne Stanlaw
- Frank Butler : Theodore Jellicot
- Douglas Gerrard : Gustavus Sonntag
- Nellie Peck Saunders : Kitty Dupuy
- Charlotte Pierce : Bessie Dupuy
- Thomas Jefferson : Gerald Whitcomb
- Henry Barrows : Hobart Sears
- Eddie Gribbon : Russell
- Michael Dark : Cecil Armstrong
- Isabelle Vernon : Mrs. Fitzmorris
- Aileen Manning : Miss Shayn
- John McCallum : majordome
- William Parke Jr. : Rowlands
- Frederick Vroom : Harvey Benson
- Harold Howard : Arthur Arbuthnot
- S. J. Bingham : Cain
- Fred Sullivan : Flynn